# Romulea eximia
Romulea eximia es una planta de la familia de las iridáceas. 

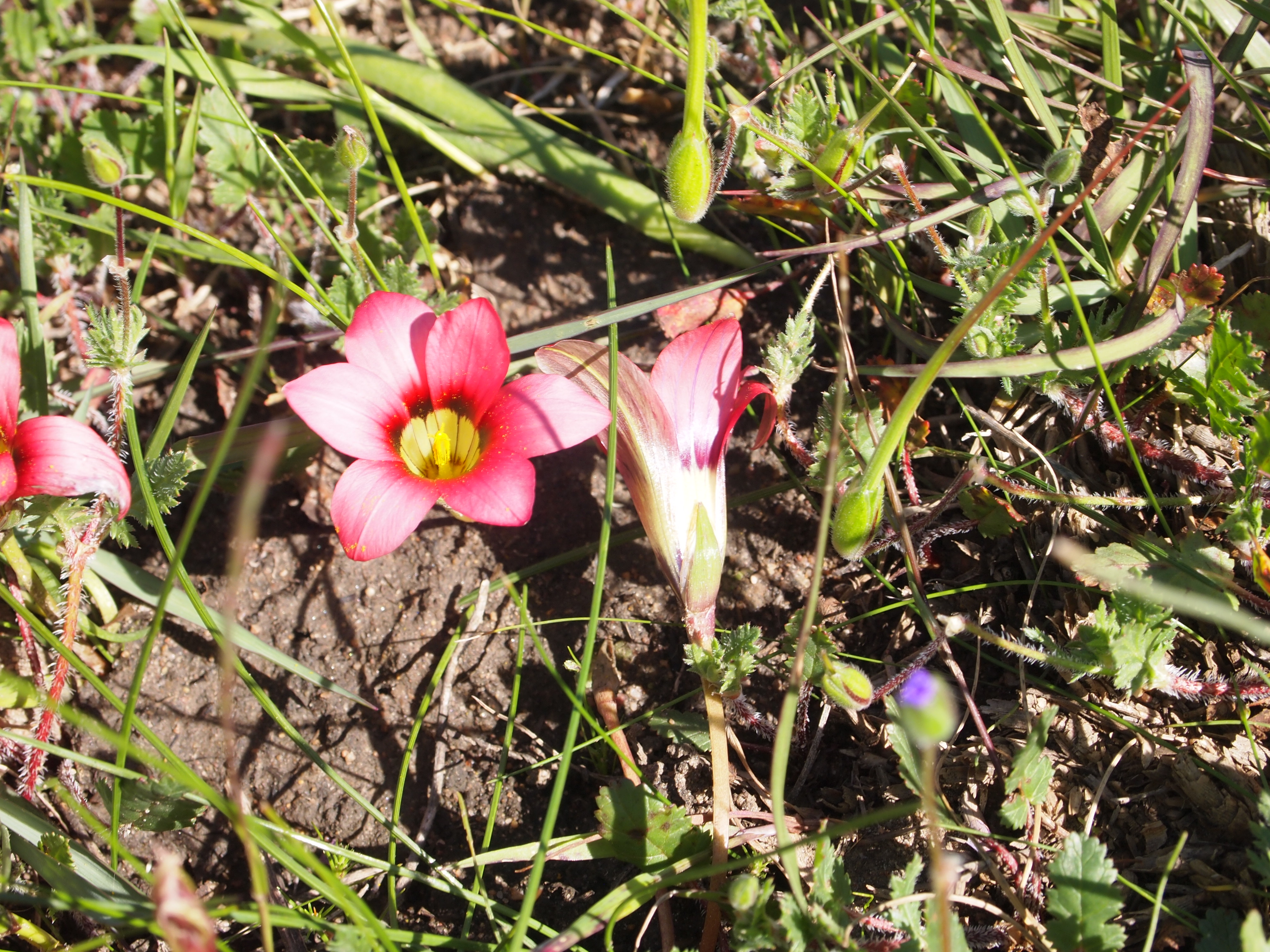
En su hábitat

## Descripción
Romulea eximia, es una planta herbácea perennifoliam geofita que alcanza un tamaño o dimensión de 0.25 - 0.45 m de altura. Se encuentra a una altitud de 100 - 610 metros en Sudáfrica

## Distribución
Romulea eximia tiene flores de color rosa viejo o flores rojas con manchas oscuras alrededor de la taza amarilla. Se encuentra en las planicies de arena en el suroeste de la provincia del Cabo y florece a finales del invierno hasta la primavera.

## Taxonomía
Romulea eximia fue descrita por Miriam Phoebe de Vos y publicado en Journal of South African Botany : Supplementary Volume 9: 267. 1972.
Etimología
Romulea: nombre genérico que fue nombrado en honor de Rómulo, el fundador de Roma en la leyenda.
eximia: epíteto latíno que significa "distinguida".